# Телевизионный сезон 2016/17 (США)
Ниже приведено телевизионное расписание трансляции программ пяти широковещательных сетей США в прайм-тайм с сентября 2016 года по август 2017 года. Список включает в себя данные по каждому каналу по новым программам, текущим и закрытым с сезона 2015/16.
NBC станет первой сетью, которая объявит о своем расписании 15 мая 2015 года, следом 16 мая Fox, 17 мая ABC, 18 мая CBS и 19 мая The CW.
MyNetworkTV и Ion Television не включены в список, так как не выпускают оригинальных программ и транслируют повторы. PBS также не включен в список, так как не имеет строгого графика.

## Расписание

### Воскресенье
| Сеть | Сеть           | 7:00 PM                        | 7:30 PM                        | 8:00 PM                       | 8:30 PM                                                  | 9:00 PM                                                  | 9:30 PM                                                  | 10:00 PM                                                 | 10:30 PM                                                 |
| ---- | -------------- | ------------------------------ | ------------------------------ | ----------------------------- | -------------------------------------------------------- | -------------------------------------------------------- | -------------------------------------------------------- | -------------------------------------------------------- | -------------------------------------------------------- |
| ABC  | Осень          | America's Funniest Home Videos | America's Funniest Home Videos | Однажды в сказке              | Однажды в сказке                                         | Секреты и ложь                                           | Секреты и ложь                                           | Куантико                                                 | Куантико                                                 |
| ABC  | Зима           | America's Funniest Home Videos | America's Funniest Home Videos | To Tell the Truth             | To Tell the Truth                                        | To Tell the Truth                                        | To Tell the Truth                                        | Приговор                                                 | Приговор                                                 |
| ABC  | Весна          | America's Funniest Home Videos | America's Funniest Home Videos | Однажды в сказке              | Однажды в сказке                                         | Путешествие в машине времени                             | Путешествие в машине времени                             | Американское преступление                                | Американское преступление                                |
| ABC  | Середина весны | America's Funniest Home Videos | America's Funniest Home Videos | Однажды в сказке              | Однажды в сказке                                         | Match Game                                               | Match Game                                               | Американское преступление                                | Американское преступление                                |
| ABC  | Конец весны    | America's Funniest Home Videos | America's Funniest Home Videos | Celebrity Family Feud         | Celebrity Family Feud                                    | Steve Harvey's Funderdome                                | Steve Harvey's Funderdome                                | Пирамида                                                 | Пирамида                                                 |
| CBS  | Осень          | 60 минут                       | 60 минут                       | Морская полиция: Лос-Анджелес | Морская полиция: Лос-Анджелес                            | Мадам госсекретарь                                       | Мадам госсекретарь                                       | Элементарно                                              | Элементарно                                              |
| CBS  | Лето           | 60 минут                       | 60 минут                       | Big Brother                   | Big Brother                                              | Candy Crush                                              | Candy Crush                                              | Морская полиция: Лос-Анджелес (R)                        | Морская полиция: Лос-Анджелес (R)                        |
| Fox  | Осень          | NFL on Fox                     | NFL on Fox                     | Симпсоны                      | Сын Зорна                                                | Гриффины                                                 | Последний человек на Земле                               | Local programming                                        | Local programming                                        |
| Fox  | Зима           | Animation Encores              | Animation Encores              | Симпсоны                      | Сын Зорна                                                | Гриффины                                                 | Закусочная Боба                                          | Local programming                                        | Local programming                                        |
| Fox  | Весна          | Animation Encores              | Закусочная Боба                | Симпсоны                      | Войти в историю                                          | Гриффины                                                 | Последний человек на Земле                               | Local programming                                        | Local programming                                        |
| Fox  | Лето           | Закусочная Боба (R)            | Последний человек на Земле (R) | Симпсоны                      | Гриффины (R)                                             | American Grit                                            | American Grit                                            | Local programming                                        | Local programming                                        |
| NBC  | Осень          | Football Night in America      | Football Night in America      | Football Night in America     | NBC Sunday Night Football (continued to game completion) | NBC Sunday Night Football (continued to game completion) | NBC Sunday Night Football (continued to game completion) | NBC Sunday Night Football (continued to game completion) | NBC Sunday Night Football (continued to game completion) |
| NBC  | Зима           | Various programming            | Various programming            | Various programming           | Various programming                                      | Various programming                                      | Various programming                                      | Various programming                                      | Various programming                                      |
| NBC  | Весна          | Little Big Shots (R)           | Little Big Shots (R)           | Little Big Shots              | Little Big Shots                                         | Правосудие Чикаго                                        | Правосудие Чикаго                                        | Оттенки синего                                           | Оттенки синего                                           |
| NBC  | Лето           | Sunday Night with Megyn Kelly  | Sunday Night with Megyn Kelly  | The Wall (R)                  | The Wall (R)                                             | American Ninja Warrior (R)                               | American Ninja Warrior (R)                               | American Ninja Warrior (R)                               | American Ninja Warrior (R)                               |

### Понедельник
| Сеть   | Сеть           | 8:00 PM                         | 8:30 PM                         | 9:00 PM                         | 9:30 PM                         | 10:00 PM                         | 10:30 PM                         |
| ------ | -------------- | ------------------------------- | ------------------------------- | ------------------------------- | ------------------------------- | -------------------------------- | -------------------------------- |
| ABC    | Осень          | Танцы со звездами               | Танцы со звездами               | Танцы со звездами               | Танцы со звездами               | Приговор                         | Приговор                         |
| ABC    | Поздняя осень  | The Great Christmas Light Fight | The Great Christmas Light Fight | The Great Christmas Light Fight | The Great Christmas Light Fight | Приговор                         | Приговор                         |
| ABC    | Зима           | Холостяк                        | Холостяк                        | Холостяк                        | Холостяк                        | Big Fan                          | Big Fan                          |
| ABC    | Середина зимы  | Холостяк                        | Холостяк                        | Холостяк                        | Холостяк                        | Куантико                         | Куантико                         |
| ABC    | Весна          | Танцы со звездами               | Танцы со звездами               | Танцы со звездами               | Танцы со звездами               | Куантико                         | Куантико                         |
| ABC    | Конец весны    | Холостячка                      | Холостячка                      | Холостячка                      | Холостячка                      | Всё ещё связанные                | Всё ещё связанные                |
| ABC    | Лето           | Холостячка                      | Холостячка                      | Холостячка                      | Холостячка                      | Celebrity Family Feud (R)        | Celebrity Family Feud (R)        |
| ABC    | Середина лета  | Холостячка                      | Холостячка                      | Холостячка                      | Холостячка                      | To Tell the Truth                | To Tell the Truth                |
| ABC    | Конец лета     | Bachelor in Paradise            | Bachelor in Paradise            | Bachelor in Paradise            | Bachelor in Paradise            | To Tell the Truth                | To Tell the Truth                |
| CBS    | Осень          | Теория Большого взрыва          | Кевин подождёт                  | Две девицы на мели              | Странная парочка                | Скорпион                         | Скорпион                         |
| CBS    | Середина осени | Кевин подождет                  | Всё схвачено                    | Две девицы на мели              | Странная парочка                | Скорпион                         | Скорпион                         |
| CBS    | Зима           | Кевин подождет                  | Всё схвачено                    | Лучшие пончики                  | Две девицы на мели              | Скорпион                         | Скорпион                         |
| CBS    | Конец весны    | Кевин подождет                  | Всё схвачено                    | Лучшие пончики                  | В четырёх стенах                | Скорпион                         | Скорпион                         |
| CBS    | Лето           | Кевин подождет                  | Всё схвачено                    | Мамаша (R)                      | Жизнь в деталях (R)             | Скорпион                         | Скорпион                         |
| CBS    | Середина лета  | Кевин подождет                  | Лучшие пончики (R)              | Мамаша (R)                      | Жизнь в деталях (R)             | CBSN: On Assignment              | CBSN: On Assignment              |
| The CW | Осень          | Супергёрл                       | Супергёрл                       | Девственница Джейн              | Девственница Джейн              | Local programming                | Local programming                |
| The CW | Лето           | Супергёрл                       | Супергёрл                       | Так чья сейчас реплика?         | Так чья сейчас реплика? (R)     | Local programming                | Local programming                |
| The CW | Конец лета     | Супергёрл                       | Супергёрл                       | Мистер Хутен и леди             | Мистер Хутен и леди             | Local programming                | Local programming                |
| Fox    | Осень          | Готэм                           | Готэм                           | Люцифер                         | Люцифер                         | Local programming                | Local programming                |
| Fox    | Зима           | 24 часа: Наследие               | 24 часа: Наследие               | В розыске                       | В розыске                       | Local programming                | Local programming                |
| Fox    | Весна          | Готэм                           | Готэм                           | Люцифер                         | Люцифер                         | Local programming                | Local programming                |
| Fox    | Лето           | Значит, ты умеешь танцевать?    | Значит, ты умеешь танцевать?    | Superhuman                      | Superhuman                      | Local programming                | Local programming                |
| Fox    | Конец лета     | Значит, ты умеешь танцевать?    | Значит, ты умеешь танцевать?    | Значит, ты умеешь танцевать?    | Значит, ты умеешь танцевать?    | Local programming                | Local programming                |
| NBC    | Осень          | Голос                           | Голос                           | Голос                           | Голос                           | Вне времени                      | Вне времени                      |
| NBC    | Зима           | The Apprentice                  | The Apprentice                  | The Apprentice                  | The Apprentice                  | Вне времени                      | Вне времени                      |
| NBC    | Конец зимы     | Голос                           | Голос                           | Голос                           | Голос                           | Заложница                        | Заложница                        |
| NBC    | Лето           | American Ninja Warrior          | American Ninja Warrior          | American Ninja Warrior          | American Ninja Warrior          | Spartan: Ultimate Team Challenge | Spartan: Ultimate Team Challenge |
| NBC    | Середина лета  | American Ninja Warrior          | American Ninja Warrior          | American Ninja Warrior          | American Ninja Warrior          | Миднайт, Техас                   | Миднайт, Техас                   |

### Вторник
| Сеть   | Сеть           | 8:00 PM                    | 8:30 PM                    | 9:00 PM                 | 9:30 PM                 | 10:00 PM                      | 10:30 PM                      |
| ------ | -------------- | -------------------------- | -------------------------- | ----------------------- | ----------------------- | ----------------------------- | ----------------------------- |
| ABC    | Осень          | Бывает и хуже              | Американская домохозяйка   | Трудности ассимиляции   | Настоящие О’Нилы        | Агенты «Щ.И.Т.»               | Агенты «Щ.И.Т.»               |
| ABC    | Весна          | Бывает и хуже              | Американская домохозяйка   | Трудности ассимиляции   | Настоящие О’Нилы        | People Icons                  | People Icons                  |
| ABC    | Середина весны | Бывает и хуже              | Американская домохозяйка   | Трудности ассимиляции   | Воображаемая Мэри       | Агенты «Щ.И.Т.»               | Агенты «Щ.И.Т.»               |
| ABC    | Конец весны    | По-собачьи                 | Бывает и хуже (R)          | Черноватый (R)          | Черноватый (R)          | Американская домохозяйка (R)  | Трудности ассимиляции (R)     |
| ABC    | Середина лета  | Бывает и хуже (R)          | Трудности ассимиляции (R)  | Черноватый (R)          | Черноватый (R)          | Где-то между                  | Где-то между                  |
| ABC    | Конец лета     | Bachelor in Paradise       | Bachelor in Paradise       | Bachelor in Paradise    | Bachelor in Paradise    | Где-то между                  | Где-то между                  |
| CBS    | Осень          | Морская полиция: Спецотдел | Морская полиция: Спецотдел | Булл                    | Булл                    | Морская полиция: Новый Орлеан | Морская полиция: Новый Орлеан |
| CBS    | Лето           | Морская полиция: Спецотдел | Морская полиция: Спецотдел | Булл                    | Булл                    | 48 Hours: NCIS                | 48 Hours: NCIS                |
| The CW | Осень          | Флэш                       | Флэш                       | Завтра не наступит      | Завтра не наступит      | Local programming             | Local programming             |
| The CW | Зима           | Флэш                       | Флэш                       | Легенды завтрашнего дня | Легенды завтрашнего дня | Local programming             | Local programming             |
| The CW | Лето           | Флэш                       | Флэш                       | Я — зомби               | Я — зомби               | Local programming             | Local programming             |
| Fox    | Осень          | Бруклин 9-9                | Новенькая                  | Королевы крика          | Королевы крика          | Local programming             | Local programming             |
| Fox    | Зима           | Новенькая                  | Мик                        | Кости                   | Кости                   | Local programming             | Local programming             |
| Fox    | Весна          | Бруклин 9-9                | Мик                        | Побег                   | Побег                   | Local programming             | Local programming             |
| Fox    | Конец весны    | Бруклин 9-9                | Бруклин 9-9                | Побег                   | Побег                   | Local programming             | Local programming             |
| NBC    | Осень          | Голос                      | Голос                      | Голос                   | Голос                   | Это мы                        | Это мы                        |
| NBC    | Середина осени | Голос                      | Голос                      | Это мы                  | Это мы                  | Пожарные Чикаго               | Пожарные Чикаго               |
| NBC    | Зима           | The Wall                   | The Wall                   | Это мы                  | Это мы                  | Пожарные Чикаго               | Пожарные Чикаго               |
| NBC    | Весна          | Голос                      | Голос                      | Методом проб и ошибок   | Методом проб и ошибок   | Пожарные Чикаго               | Пожарные Чикаго               |
| NBC    | Середина весны | Голос                      | Голос                      | Отличные новости        | Отличные новости        | Пожарные Чикаго               | Пожарные Чикаго               |
| NBC    | Конец весны    | В Америке есть таланты     | В Америке есть таланты     | В Америке есть таланты  | В Америке есть таланты  | Мир танцев                    | Мир танцев                    |
| NBC    | Конец лета     | В Америке есть таланты     | В Америке есть таланты     | В Америке есть таланты  | В Америке есть таланты  | Hollywood Game Night          | Hollywood Game Night          |

### Среда
| Сеть   | Сеть          | 8:00 PM                         | 8:30 PM                         | 9:00 PM                             | 9:30 PM                             | 10:00 PM                                | 10:30 PM                                |
| ------ | ------------- | ------------------------------- | ------------------------------- | ----------------------------------- | ----------------------------------- | --------------------------------------- | --------------------------------------- |
| ABC    | Осень         | Голдберги                       | Просто нет слов                 | Американская семейка                | Черноватый                          | Последний кандидат                      | Последний кандидат                      |
| ABC    | Зима          | Голдберги                       | Просто нет слов                 | Американская семейка                | Черноватый                          | Match Game                              | Match Game                              |
| ABC    | Весна         | Голдберги                       | Просто нет слов                 | Американская семейка                | Черноватый                          | Последний кандидат                      | Последний кандидат                      |
| ABC    | Лето          | Голдберги                       | Просто нет слов                 | Американская семейка                | Американская домохозяйка (R)        | To Tell the Truth                       | To Tell the Truth                       |
| ABC    | Конец лета    | Голдберги                       | Просто нет слов                 | Американская семейка                | Американская домохозяйка (R)        | Американская семейка (R)                | Голдберги (R)                           |
| CBS    | Осень         | Survivor                        | Survivor                        | Мыслить как преступник              | Мыслить как преступник              | Реанимация                              | Реанимация                              |
| CBS    | Зима          | Undercover Boss                 | Undercover Boss                 | Мыслить как преступник              | Мыслить как преступник              | Реанимация                              | Реанимация                              |
| CBS    | Конец зимы    | Hunted                          | Hunted                          | Мыслить как преступник              | Мыслить как преступник              | Сомнение                                | Сомнение                                |
| CBS    | Весна         | Survivor                        | Survivor                        | Мыслить как преступник              | Мыслить как преступник              | Мыслить как преступник: За границей     | Мыслить как преступник: За границей     |
| CBS    | Лето          | Big Brother                     | Big Brother                     | Спасение                            | Спасение                            | Мыслить как преступник (R)              | Мыслить как преступник (R)              |
| The CW | Осень         | Стрела                          | Стрела                          | Радиоволна                          | Радиоволна                          | Local programming                       | Local programming                       |
| The CW | Зима          | Стрела                          | Стрела                          | 100 (Сотня)                         | 100 (Сотня)                         | Local programming                       | Local programming                       |
| Fox    | Осень         | Смертельное оружие              | Смертельное оружие              | Империя                             | Империя                             | Local programming                       | Local programming                       |
| Fox    | Зима          | Смертельное оружие              | Смертельное оружие              | Звезда                              | Звезда                              | Local programming                       | Local programming                       |
| Fox    | Весна         | Огнестрел                       | Огнестрел                       | Империя                             | Империя                             | Local programming                       | Local programming                       |
| Fox    | Лето          | Лучший повар Америки            | Лучший повар Америки            | The F Word                          | The F Word                          | Local programming                       | Local programming                       |
| NBC    | Осень         | Слепая зона                     | Слепая зона                     | Закон и порядок: Специальный корпус | Закон и порядок: Специальный корпус | Полиция Чикаго                          | Полиция Чикаго                          |
| NBC    | Лето          | Little Big Shots                | Little Big Shots                | Шоу Кармайкла                       | Супермаркет (R)                     | Это мы (R)                              | Это мы (R)                              |
| NBC    | Середина лета | Little Big Shots: Forever Young | Little Big Shots: Forever Young | Шоу Кармайкла                       | Шоу Кармайкла (R)                   | Это мы (R)                              | Это мы (R)                              |
| NBC    | Конец лета    | В Америке есть таланты          | В Америке есть таланты          | Марлон                              | Марлон                              | Закон и порядок: Специальный корпус (R) | Закон и порядок: Специальный корпус (R) |

### Четверг
| Сеть   | Сеть          | 8:00 PM                         | 8:30 PM                         | 9:00 PM                             | 9:30 PM                             | 10:00 PM                                | 10:30 PM                                |
| ------ | ------------- | ------------------------------- | ------------------------------- | ----------------------------------- | ----------------------------------- | --------------------------------------- | --------------------------------------- |
| ABC    | Осень         | Анатомия страсти                | Анатомия страсти                | Дурная слава                        | Дурная слава                        | Как избежать наказание за убийство      | Как избежать наказание за убийство      |
| ABC    | Конец осени   | Holiday Specials                | Holiday Specials                | The Great American Baking Show      | The Great American Baking Show      | The Great American Baking Show          | The Great American Baking Show          |
| ABC    | Зима          | Анатомия страсти                | Анатомия страсти                | Скандал                             | Скандал                             | Как избежать наказание за убийство      | Как избежать наказание за убийство      |
| ABC    | Весна         | Анатомия страсти                | Анатомия страсти                | Скандал                             | Скандал                             | Улов                                    | Улов                                    |
| ABC    | Лето          | Boy Band                        | Boy Band                        | Битва звёзд телеканалов             | Битва звёзд телеканалов             | The Gong Show                           | The Gong Show                           |
| CBS    | Осень         | Survivor                        | Survivor                        | Мыслить как преступник              | Мыслить как преступник              | Реанимация                              | Реанимация                              |
| CBS    | Зима          | Undercover Boss                 | Undercover Boss                 | Мыслить как преступник              | Мыслить как преступник              | Реанимация                              | Реанимация                              |
| CBS    | Конец зимы    | Hunted                          | Hunted                          | Мыслить как преступник              | Мыслить как преступник              | Сомнение                                | Сомнение                                |
| CBS    | Весна         | Survivor                        | Survivor                        | Мыслить как преступник              | Мыслить как преступник              | Мыслить как преступник: За границей     | Мыслить как преступник: За границей     |
| CBS    | Лето          | Big Brother                     | Big Brother                     | Спасение                            | Спасение                            | Мыслить как преступник (R)              | Мыслить как преступник (R)              |
| The CW | Осень         | Стрела                          | Стрела                          | Радиоволна                          | Радиоволна                          | Local programming                       | Local programming                       |
| The CW | Зима          | Стрела                          | Стрела                          | 100 (Сотня)                         | 100 (Сотня)                         | Local programming                       | Local programming                       |
| Fox    | Осень         | Смертельное оружие              | Смертельное оружие              | Империя                             | Империя                             | Local programming                       | Local programming                       |
| Fox    | Зима          | Смертельное оружие              | Смертельное оружие              | Звезда                              | Звезда                              | Local programming                       | Local programming                       |
| Fox    | Весна         | Огнестрел                       | Огнестрел                       | Империя                             | Империя                             | Local programming                       | Local programming                       |
| Fox    | Лето          | Лучший повар Америки            | Лучший повар Америки            | The F Word                          | The F Word                          | Local programming                       | Local programming                       |
| NBC    | Осень         | Слепая зона                     | Слепая зона                     | Закон и порядок: Специальный корпус | Закон и порядок: Специальный корпус | Полиция Чикаго                          | Полиция Чикаго                          |
| NBC    | Лето          | Little Big Shots                | Little Big Shots                | Шоу Кармайкла                       | Супермаркет (R)                     | Это мы (R)                              | Это мы (R)                              |
| NBC    | Середина лета | Little Big Shots: Forever Young | Little Big Shots: Forever Young | Шоу Кармайкла                       | Шоу Кармайкла (R)                   | Это мы (R)                              | Это мы (R)                              |
| NBC    | Конец лета    | В Америке есть таланты          | В Америке есть таланты          | Марлон                              | Марлон                              | Закон и порядок: Специальный корпус (R) | Закон и порядок: Специальный корпус (R) |

## По каналам

### ABC
| Вернувшиеся шоу: - Агенты «Щ.И.Т.» - America's Funniest Home Videos - Американское преступление - The Bachelor - Черноватый - Улов - Dancing with the Stars - Доктор Кен - Трудности ассимиляции - Голдберги - Анатомия страсти - Как избежать наказания за убийство - Бывает и хуже - Американская семейка - Однажды в сказке - Куантико - Настоящие О’Нилы - Скандал - Shark Tank | Новые шоу: - Приговор - Последний кандидат - По-собачьи - Воображаемая Мэри - Дурная слава - Всё ещё связанные - Путешествие в машине времени - Американская домохозяйка - Безмолвный | Не вернувшиеся с сезона 2015-16: - Агент Картер - Кровь и нефть - Касл - Семья - Галавант - Маппеты - Нэшвилл - Цари и пророки - Злой город |

### CBS
| Вернувшиеся шоу: - Две девицы на мели - The Amazing Race - Теория Большого взрыва - Голубая кровь - Мыслить как преступник - Элементарно - Гавайи 5.0 - Жизнь в деталях - Мадам госсекретарь - Мамочка - Морская полиция: Спецотдел - Морская полиция: Лос-Анджелес - Морская полиция: Новый Орлеан - Скорпион - Survivor - Thursday Night Football (now split with NBC) | Новые шоу: - Кевин подождёт | Не вернувшиеся с сезона 2015-16: - Ангел из ада - C.S.I.: Киберпространство - Хорошая жена - Майк и Молли - В поле зрения - Супергёрл (переехал на The CW) |

### The CW
| Вернувшиеся шоу: - 100 - Стрела - Чокнутая бывшая - Флэш - Я — зомби - Девственница Джейн - Легенды завтрашнего дня - Первородные - Царство - Супергёрл (moved from CBS) - Сверхъестественное - Дневники вампира | Новые шоу: - Радиоволна - Завтра не наступит - Ривердейл | Не вернувшиеся с сезона 2015-16: - Топ-модель по-американски (переехал на VH1) - Красавица и чудовище - Изоляция |

### Fox
| Вернувшиеся шоу: - Закусочная Боба - Кости - Бруклин 9-9 - Империя - Гриффины - Готэм - Последний человек на Земле - Люцифер - Новенькая - Роузвуд - Королевы крика - Симпсоны | Новые шоу: - 24 часа: Наследие - В розыске - Изгоняющий дьявола - Смертельное оружие - Войти в историю - Мик - Подача - Огнестрел - Сын Зорна - Звезда | Не вернувшиеся с сезона 2015-16: - American Idol - Приграничный городок - Руководство по выживанию от Купера Барретта - Дедушка поневоле - Гриндер' - Второй шанс |

### NBC
| Вернувшиеся шоу: - Чёрный список - Слепая зона - Пожарные Чикаго - Медики Чикаго - Полиция Чикаго - Football Night In America - Гримм - Закон и порядок: Специальный корпус - Little Big Shots - NBC Sunday Night Football - Оттенки синего - Супермаркет - Thursday Night Football (now split with CBS) - The Voice | Новые шоу: - Правосудие Чикаго - Изумрудный город - В лучшем мире - Бессильные - Заложница - Это мы - Методом проб и ошибок | Не вернувшиеся с сезона 2015-16: - Best Time Ever with Neil Patrick Harris - Герои: Возрождение - Игрок - По правде говоря - Ты, я и конец света |